# Kono Oto Tomare! Sounds of Life
Kono Oto Tomare! Sounds of Life (яп. この音とまれ!, «Остановись на этом звуке!») — манга, созданная Амю и публикующаяся с августа 2012 года в журнале Jump Square издательства Shueisha. На весну 2019 года было выпущено 20 томов, проданных общим тиражом более 2,3 млн копий. Аниме-адаптация манги была создана студией Platinum Vision, её премьерный показ начал трансляцию в апреле 2019 года.

## Сюжет
История вращается вокруг клуба кото в старшей школе Токисэ. Такэдзо Курата, учащийся второго года, единственный оставшийся член клуба, после того как остальные выпустились в прошлом году, и он старается изо всех сил привлечь в клуб новых членов. Первыми к клубу присоединяются известный хулиган Тика Кудо и талантливая исполнительница Сатова Ходзуки. Со временем клуб растет и у каждого присоединившегося свои причины для этого, но всех объединяет желание выступить на национальном конкурсе.

## Персонажи
Тика Кудо (яп. 久遠 愛)
Сэйю: Юки Оно (vomic), Юма Утида (аниме)
Кудо прямолинеен, но не очень хорош в том, что касается самовыражения или понимания окружающих. Из-за того, что у него не было множества друзей, он заделался хулиганом. Кудо решил изменить свое поведение из-за своего деда, и из-за него же заинтересовался игрой на кото.
Такэдзо Курата (яп. 倉田武蔵)
Сэйю: Рёта Осака (vomic), Дзюнъя Эноки (аниме)
Глава клуба игры на кото, занявший этот пост из-за того, что все старшие ученики уже выпустились. Он сам лишь недавно начал играть на кото, из-за чего поначалу чувствует себя неуверенно.
Сатова Ходзуки (яп. 鳳月さとわ)
Сэйю: Ацуми Танэдзаки (аниме)
Гениальная исполнительница. Изначально кажется заносчивой, но со временем вписывается в коллектив. Из-за того, что у неё больше всего опыта игры на кото, в первое время становится в некотором роде наставницей для всех остальных. Как профессионал, она может играть на любом типе кото.
Тэцуки Такаока (яп. 高岡哲生)
Сэйю: Ёсимаса Хосоя
Давний друг Кудо, которого понимает лучше всех. Хорош в учёбе, готовке и даже драках. Кудо любит зависать у него, а перед экзаменами все герои рассчитывают на него в подготовке.

## Медиа

### Манга
Манга создается Амю и публикуется в журнале Jump Square издательства Shueisha с августовского номера 2012 года. На весну 2019 года было выпущено 20 томов, проданных общим тиражом более 2,3 млн копий.
| №  | Дата публикации   | ISBN                   |
| -- | ----------------- | ---------------------- |
| 1  | 2 ноября 2012 г.  | ISBN 978-4-08-870545-3 |
| 2  | 4 марта 2013 г.   | ISBN 978-4-08-870639-9 |
| 3  | 4 июля 2013 г.    | ISBN 978-4-08-870775-4 |
| 4  | 1 ноября 2013 г.  | ISBN 978-4-08-870845-4 |
| 5  | 4 апреля 2014 г.  | ISBN 978-4-08-880034-9 |
| 6  | 4 июля 2014 г.    | ISBN 978-4-08-880142-1 |
| 7  | 4 ноября 2014 г.  | ISBN 978-4-08-880142-1 |
| 8  | 4 марта 2015 г.   | ISBN 978-4-08-880320-3 |
| 9  | 3 июля 2015 г.    | ISBN 978-4-08-880431-6 |
| 10 | 4 ноября 2015 г.  | ISBN 978-4-08-880508-5 |
| 11 | 4 марта 2016 г.   | ISBN 978-4-08-880636-5 |
| 12 | 4 июля 2016 г.    | ISBN 978-4-08-880730-0 |
| 13 | 4 ноября 2016 г.  | ISBN 978-4-08-880813-0 |
| 14 | 3 марта 2017 г.   | ISBN 978-4-08-881029-4 |
| 15 | 4 июля 2017 г.    | ISBN 978-4-08-881126-0 |
| 16 | 4 декабря 2017 г. | ISBN 978-4-08-881168-0 |
| 17 | 4 апреля 2018 г.  | ISBN 978-4-08-881389-9 |
| 18 | 3 августа 2018 г. | ISBN 978-4-08-881475-9 |
| 19 | 4 декабря 2018 г. | ISBN 978-4-08-881389-9 |
| 20 | 4 апреля 2019 г.  | ISBN 978-4-08-881810-8 |

### Аниме
Премьера аниме-адаптации состоялась 6 апреля 2019 года на каналах Tokyo MX, BS11 и WOWOW. Производством занималась студия Platinum Vision, режиссёром выступил Рёма Мидзуно, сценаристом — Аюму Хисао, а дизайнером персонажей — Дзюнко Яманака. Сериал выходил сплит-куром, так что вторая часть транслировалась с 5 октября по 28 декабря 2019 года. Сёта Аои исполняет начальную песню сериала «Tone», тогда как Юма Утида отвечает за закрывающую «Speechless».
| No.     | Название                                                                               | Премьера        |
| ------- | -------------------------------------------------------------------------------------- | --------------- |
| 1       | New Club Members «Синню: буин» (新入部員)                                              | 6 апреля 2019   |
| 2       | Having What It Takes «Сикаку но арика» (資格の在処)                                    | 13 апреля 2019  |
| 3       | The Koto Club Reborn «Синсэй со:кёкубу сидо:» (新生箏曲部始動)                         | 20 апреля 2019  |
| 4       | The First Resounding Note «Хадзимэтэ но хибики» (初めての響き)                         | 27 апреля 2019  |
| 5       | Let Our Sound Resound and Reach Them «Хибики тодокэ бокура но ото» (響き届け 僕らの音) | 4 мая 2019      |
| 6       | An Invisible Boundary «Миэнай кё:кайсэн» (見えない境界線)                              | 11 мая 2019     |
| 7       | Unknown Sounds «Сирарэдзару ото но ха» (知られざる音の葉)                              | 18 мая 2019     |
| 8       | A Sign «Митисирубэ» (みちしるべ)                                                       | 25 мая 2019     |
| 9       | A Piercing Sound «Цукисасару гэн но ото» (突き刺さる言の音)                            | 1 июня 2019     |
| 10      | Near Yet Far «Тикакутэ то:й кёри» (近くて遠い距離)                                     | 8 июня 2019     |
| 11      | The Sound We Are Searching For «Сагаситэта ото» (探してた音)                           | 15 июня 2019    |
| 12      | Rivals «Райбару» (ライバル)                                                            | 22 июня 2019    |
| 13      | Kuon «Куон» (久遠)                                                                     | 29 июня 2019    |
| 2 часть |                                                                                        |                 |
| 14      | A Step Forward «Иппо маэ э» (一歩前へ)                                                 | 5 октября 2019  |
| 15      | Becoming Aware «Кидзуки» (一きづき)                                                    | 12 октября 2019 |
| 16      | Their Time «Футари но дзикан» (二人の時間)                                             | 19 октября 2019 |
| 17      | Reunion «Сайкай» (再会)                                                                | 26 октября 2019 |
| 18      | Their Determination «Сорэдзорэ но кэцуи» (それぞれの決意)                              | 2 ноября 2019   |
| 19      | Confrontation «Тайдзи» (対峙)                                                          | 9 ноября 2019   |
| 20      | Another Chance «Мо:итидо» (もう一度)                                                   | 16 ноября 2019  |
| 21      | Meaning and Role «Ими то якувари» (意味と役割)                                         | 23 ноября 2019  |
| 22      | Morning of the Showdown «Кэссэн но аса» (決戦の朝)                                     | 30 ноября 2019  |
| 23      | Champions' Resolve «О:дзя но какуго» (王者の覚悟)                                      | 7 декабря 2019  |
| 24      | Beyond the Right Answer «Сэйкай но соносаки» (正解のその先)                            | 14 декабря 2019 |
| 25      | Tenkyu «Тэнкю:» (天泣)                                                                 | 21 декабря 2019 |
| 26      | Starting Line «Сута:торайн» (スタートライン)                                           | 28 декабря 2019 |

### Прочее

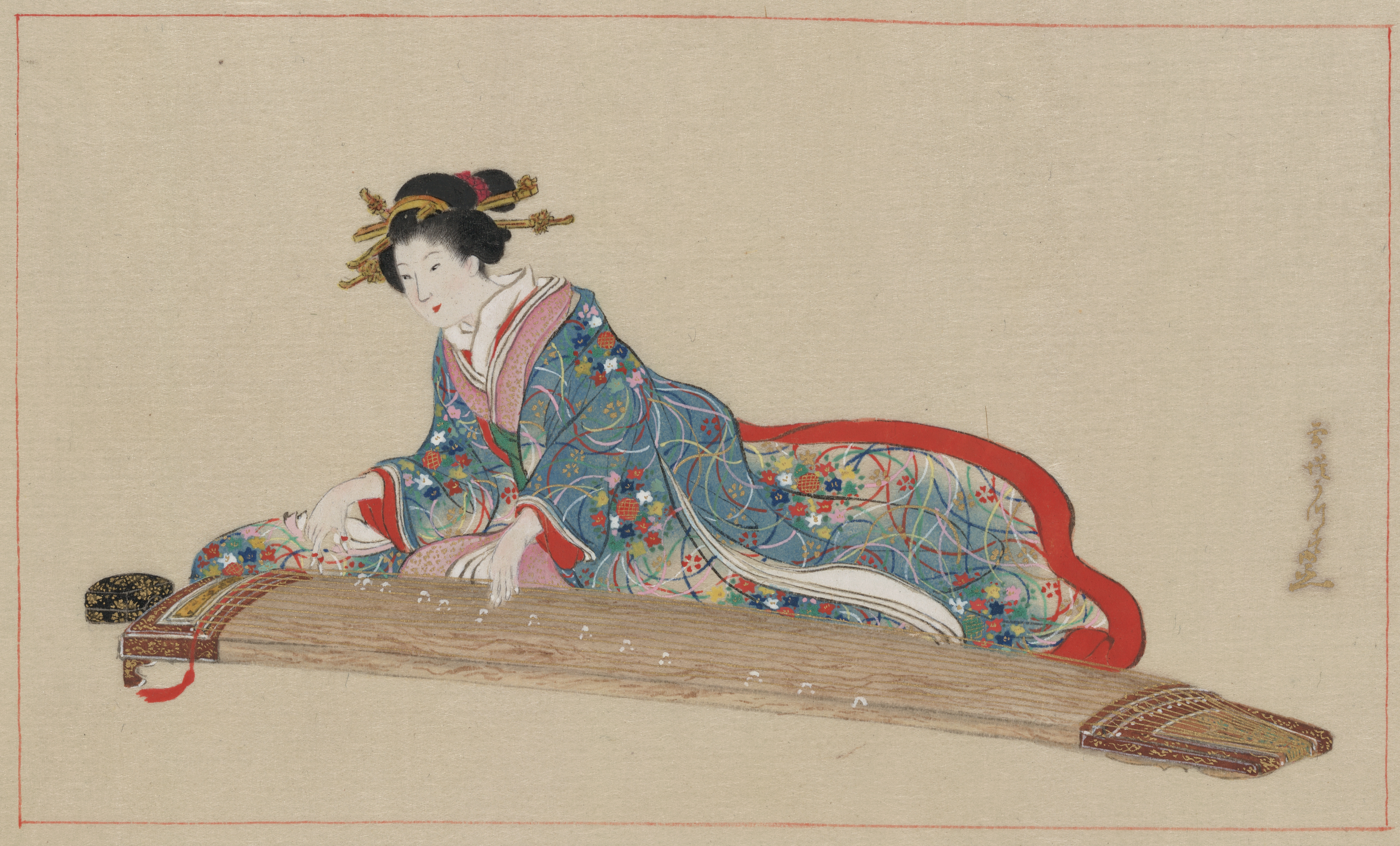
Игра на кото

Для манги заявлена также адаптация в виде театральной постановки. Она прошла на трёх сценах Токио и Осаки в августе-сентябре 2019 года. Главные роли исполняли Такума Дзаики (Тика Кудо), Кадзуки Фурута (Такэдзо Курата) и Хинако Танака (Сатова Ходзуки).

## Критика
В превью-обзоре ANN критики отмечают хорошее построение сюжета, но довольно стандартный дизайн персонажей и невпечатляющую анимацию. В общем же аниме сильно схоже со многими другими произведениями о школьных клубах. Отсутствие игры на кото в первой серии оказалось удивительным для критиков, но явно демонстрирующим, что акцент будет на отношениях между персонажами, а кото станет инструментом, с помощью которого они смогут вырасти над собой.